# Giorgio Ferigo
Giorgio Ferigo (Comeglians, 9 agosto 1949 – Tolmezzo, 5 novembre 2007) è stato uno scrittore, storico e musicista italiano.
Lavoratore metalmeccanico, laureatosi poi in Medicina e Chirurgia nel 1976 presso l'Università degli Studi di Padova, aveva conseguito le specializzazioni in medicina del lavoro e in igiene e Medicina Preventiva, con orientamento in sanità pubblica.
Ferigo ha ispirato e ha contribuito a fondare il "Povolâr Ensemble", delle cui canzoni ha firmato i testi.
Ha partecipato alla fondazione del Coordinamento dei Circoli Culturali della Carnia.
È stato direttore del Museo Carnico delle Arti Popolari "Michele Gortani" di Tolmezzo dal 1994 al 1998 e successivamente è rimasto all'interno del consiglio di amministrazione dell'ente.
Tuttavia il più forte e duraturo influsso di Giorgio Ferigo alla vita culturale carnica e friulana è stato probabilmente quello musicale e poetico.

## Il cantautore e il poeta
Utilizzando la lingua friulana (nella sua variante carnica) con eccezionale abilità, e raggiungendo vette di scrittura paragonabili probabilmente solo a quelle di Pasolini, Ferigo ribalta dall'interno i molti stereotipi che avvolgono i friulani, tradizionalmente considerati forti lavoratori, gente onesta, soldati estremamente disciplinati e coraggiosi. Con una serie di ritratti in cui l'amore per il proprio popolo si somma alla rabbia per lo sfruttamento a cui è sottoposto senza mai ribellarsi, egli dipinge una situazione completamente diversa: piccoli paesi conformisti, in cui il diverso viene costretto ad emigrare o messo al bando e schernito; disertori che odiano lo Stato che li ha indotti ad andare a combattere contro gli stessi austriaci con cui prima della guerra fabbricavano mattoni durante l'emigrazione stagionale; donne che, abbandonate dal marito emigrante, partoriscono figli di nessuno durante gli anni della sua assenza; preti che seducono le mogli dei più deboli del paese; repressione sessuale che si accompagna a quella sociale. In questa stessa linea si inseriscono altri testi, più autobiografici e pregni di riflessione esistenziale. In essi resta sempre presente una forte volontà di cambiamento sociale, spesso accompagnata da una forte sensazione di isolamento nell'immobilismo da cui era, o si sentiva, circondato, ma altre volte pieni di allegria e di apprezzamento per la bellezza del vivere. Altro elemento spesso presente è la coscienza della sparizione di quel mondo, spopolato dall'abbandono dei paesi montani. Tutta questa produzione, retta da un'ottica tendenzialmente marxista con forti caratteristiche antidogmatiche e libertarie, si affianca ad altri testi più poetici e sognanti: ninne nanne e leggende di una Carnia mitica, atemporale, in cui convivono contesse, giovani donne che cuciono e filano, boschi coperti di neve o in fioritura, ed in cui Ferigo esprime con delicatezza sentimenti e sensazioni che fanno quasi da contraltare alla rabbia espressa negli stessi album, rappresentando l'altra faccia della stessa realtà.
Accanto ai notevolissimi testi delle canzoni, la forma musicale spezza parzialmente le tradizioni del canto friulano inserendo in questo elementi della musica cantautorale, tanghi, ritmi sincopati e strumentazioni elettriche, raggiungendo forme musicali che, quasi rivoluzionarie all'epoca, appaiono tuttora di grande modernità e gradevolissime all'ascolto, nonché profondamente simbiotiche con il significato del testo che supportano.

## Il medico
Nelle sue numerose pubblicazioni in campo medico, Giorgio Ferigo si è occupato di medicina preventiva e del lavoro, nonché dei rapporti tra medico, paziente e burocrazia.

## Lo storico
La produzione storiografica di Giorgio Ferigo è dedicata, in particolare, alla demografia storica ed alla storia economica e sociale della Carnia moderna e contemporanea.

## Riconoscimenti
Fra i riconoscimenti a Ferigo, va ricordato quello tributatogli in occasione del Premio Nonino Risit d'Âur 2009: la Giuria del Premio, presieduta da V.S. Naipaul, premio Nobel per la letteratura 2001, e composta da Adunis, Peter Brook, John Banville, Ulderico Bernardi, Luca Cendali, Antonio Damasio, Emmanuel Le Roy Ladurie, James Lovelock, Claudio Magris, Norman Manea, Morando Morandini, Edgar Morin ed Ermanno Olmi, ha preso spunto da quanto ha scritto Giorgio Ferigo nell'assegnare il Premio ai Malgari di Carnia.

## Opere principali
- Cronachetta tolmezzina antica per servire al presente, Roma, Le Parole gelate, 1988 (La vena rota, 13).
- La nuviça tal forment, Ampezzo, Le parole Gelate, 1996.
- Il batisasso di Carolina, Buia, El Tomât, 1999.
- Il certificato come sevizia, Udine, Editrice Forum, 2001, ISBN 88-8420-028-8

## Saggi
- Beppino Colle, Umberto Orefice, Giorgio Ferigo, Piero Annichini, Patologia respiratoria da isocianati, in Infortuni e malattie professionali nel settore del legno e del mobile, Atti del convegno nazionale, Siena, Centro studi OECE, 28 maggio 1982.
- Ferdinando Gobbato, Beppino Colle, Giorgio Ferigo, Daniele De Marchi, Paolo Lo Greco, Osservazioni sulla cinetica di escrezione dell'acido mandelico durante il fine settimana in operaie esposte a stirene, in «La Medicina del lavoro», 1983, 74, pp. 173–181.
- Guglielmo Pitzalis, Umberto Orefice, Giorgio Ferigo, Paolo Pischiutti, Claudia Zuliani, Morbosità tubercolare ed indici tubercolinici nell'ultimo decennio in Friuli, in Malattie infettive nell'Arco Alpino, abstracts del Convegno internazionale, Castelrotto-Siusi, 17-19 marzo 1988.
- Umberto Orefice, Pierluigi Struzzo, Giorgio Ferigo, Management of Adult Seasonal Asthma with Ketotifene and Cetirizine, in «American Review of Respiratory Disease», 145 (1992), 4, A 742.
- Giorgio Ferigo, Adriano Michelli, Giorgio Brianti, Certificati medici obbligatori, in «La Repubblica», XXIV, 6 maggio 1999, 105, p. 16.
- Mucche, uomini, erba, in Ulderica Da Pozzo, Malghe e malgari, Udine, Forum, 2005, pp. 217–222.
- Igiene edilizia, una giungla di norme, in «CNA Friuli-Venezia Giulia Informa», supplemento a «Italia Oggi», martedì 26 giugno 2007, p. 2.

## Discografia
- Povolâr Ensemble, Il timp das radîs, 1980, Nimis, AVF 8029, musicassetta.
- Povolâr Ensemble, Cjamp dai pierdûts amôrs, 1983, Nimis, AVF 990, musicassetta e LP.
- Povolâr Ensemble, Notgrops, 1987, Gorizia, Audiomark AK017, musicassetta e LP.
- Povolâr Ensemble, Jerbata-Da Georges Brassens a Giorgio Ferigo, 2001, Nota Book, CD.

In campo musicale, sono numerose le cover che sono state fatte delle sue musiche. Gli FLK, gli Arbe Garbe, Lino Straulino, Loris Vescovo, Aldo Rossi e tanti altri musicisti hanno reinterpretato le sue canzoni. Ferigo è infatti un riferimento per la canzone d'autore che utilizza la lingua friulana.
Brani:
Il Timp das Radîs (1980) 
Lato A
1. Adelina
2. Un sabida di sera
3. Lisuta
4. Il timp
5. Da chest paîs forest

Lato B
1. Vè Comeglians piciul borc
2. Flaba seconda
3. 30 ains
4. ...e la cjasa a è cidina
5. Flaba par gno fradi piçul

Cjamp dai pierdûz amôrs (1983)
Lato A
1. Dal Prûc
2. Un soldatin
3. Un suicida
4. La sô puema

Lato B
1. Un emigrant
2. Un incendiari
3. Cjantosa dai agnulûz
4. Una mari

Notgrops  (1987)
Lato A
1. - Romance dal muros insistent
2. - Rondò
3. - Lienda da Contessa Priola
4. - Shell, lui '67

Lato B
1. Notgrops
2. Romancillo de l'amor galup
3. Ventura di Mille-Mieli
4. Puema cu l'ingirli
5. A Miss Mia, ta so cjasa a Detroit